# Pieter de Valk
Pieter Jacobsz. de Valck (1584-1625) var en hollandske guldalder maler.

## Biografi
De Valck blev født og døde i Leeuwarden. Ifølge Houbraken var han søn af en sølvsmed, der lærte at male af Abraham Bloemaert
Han rejste til Italien og da han vendte tilbage blev han en respekteret hoffmaler i Leeuwarden og havde to sønner, som han lærte at male, de rejste også til Italien. De blev taget til fange i Genova og solgt som slaver på Barbary-kysten for aldrig at vende tilbage. Han fortsatte selv med at male for Leeuwarden-domstolen og var kendt for portrætter, landskaber og historiske allegorier. 

## kilder
1. 1 2  (nederlandsk/hollandsk) Pieter Jacobsz. de Valck Biography in De groote schouburgh der Nederlantsche konstschilders en schilderessen (1718) by Arnold Houbraken, courtesy of the Digital library for Dutch literature